# Bahnhof Landquart

Der Bahnhof Landquart ist ein Berührungsbahnhof im Schweizer Kanton Graubünden an der SBB-Strecke Sargans–Chur und den schmalspurigen Strecken der Rhätischen Bahn nach Davos und Chur(–Thusis). Er liegt heute in der Gemeinde Landquart.

## Geschichte

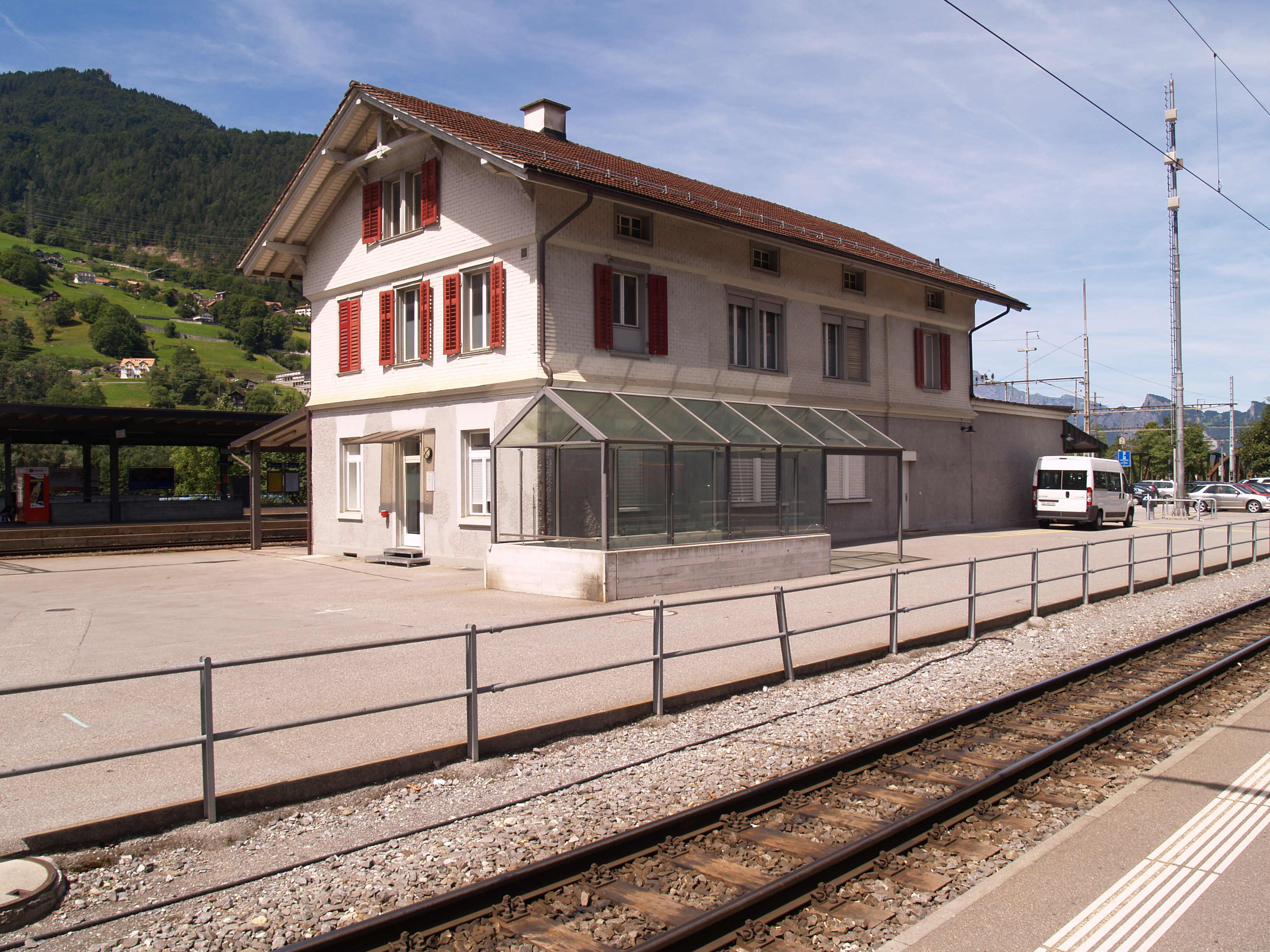
Altes Bahnhofsgebäude von Landquart von der RhB-Seite aus

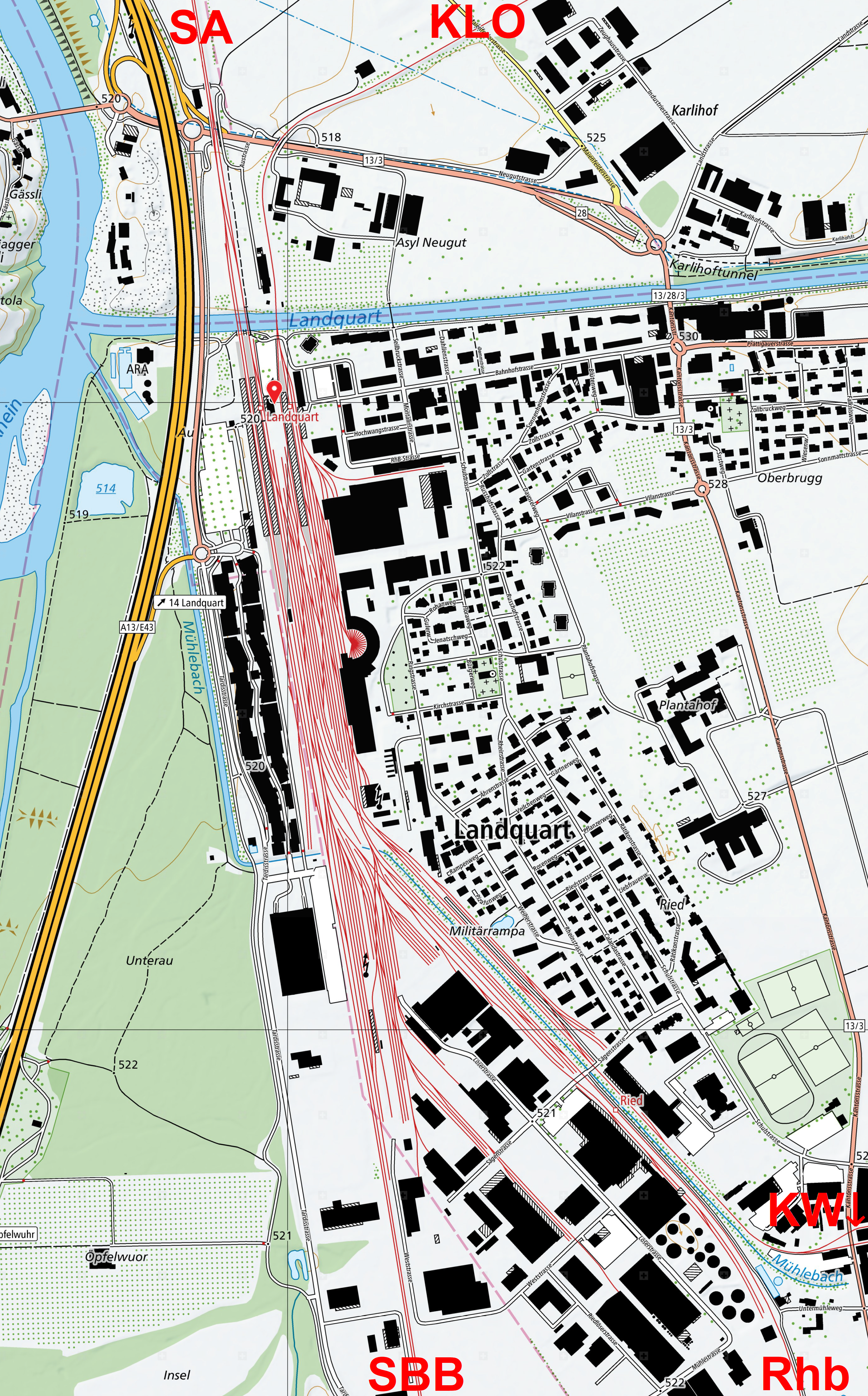
Karte Bahnhof Landquart:
SA: SBB nach Sargans
KLO: RhB nach Klosters
SBB: SBB nach Chur
RhB: RhB nach Chur
KW: Normalspur-Anschlussgleis zum
Kraftwerk Landquart II

Die Station Landquart wurde am 1. Juli 1858 in Betrieb genommen, als Teil der Strecke Chur–Rheineck. Sie erlebte noch während der Bauzeit der Strecke einen Besitzerwechsel, denn die Südostbahn, die die Strecke zu bauen begonnen hatte, ging am 1. Mai 1858 in den Besitz der Vereinigten Schweizerbahnen (VSB) über. Der Bahnhof lag damals fast auf freiem Feld, am nordwestlichen Ende des Gemeindegebiets von Igis, aber weit ausserhalb der Hauptsiedlung Igis und wesentlich näher beim Ortskern von St-Antoni (Mastrils), an der Mündung der Landquart, einige hundert Meter südlich der alten Rohanschanze. Erst nach und nach siedelten sich in der Nähe einige Fabriken an, die die Wasserkraft des Flusses ausnützten.
Seit 1859, mit der Eröffnung der Strecke Sargans–Rapperswil–Rüti (ZH), waren Züge Richtung Zürich möglich, die allerdings den Umweg durch das Glatttal nehmen und in Rapperswil eine Spitzkehre befahren mussten. 1875 wurde die Linksufrige Zürichseebahn in Betrieb genommen, womit direkte Züge nach Zürich möglich wurden.
Zum Umsteigebahnhof wurde der Bahnhof 1889, als die Schmalspurbahn Landquart–Davos AG (LD) ihre Strecke nach Davos eröffnete. Aus dieser Gesellschaft entstand 1895 die Rhätische Bahn, der Bahnhof Landquart ist dabei bis heute Nullpunkt der Kilometrierung aller Strecken im sogenannten Stammnetz der Gesellschaft. Da es sich um eine Schmalspurbahn handelt, mussten in Landquart die Güter umgeladen und auch umgestiegen werden. Zeitgleich wurde hier am Ausgangspunkt der LD eine Werkstätte erbaut, aus der die Hauptwerkstätte der Rhätischen Bahn hervorging. Seit 1896 ist Chur auch auf schmaler Spur erreichbar. Zu Beginn des letzten Jahrhunderts entstand ein schmalspuriges Eisenbahnprojekt Schaan–Landquart.
Seit 1902 gehört der Bahnhof den Schweizerischen Bundesbahnen. Er entwickelte sich zu einem wichtigen Güterumschlagplatz, denn hier werden die Güter zwischen der RhB und SBB umgeladen. Auch etliche Industriebetriebe siedelten sich in der Nähe dieses Bahnhofes an. Von hier aus werden auch die Anschlussgleise der SBB von Zizers bedient, die mit dem Zementwerk und der Umschlaghalle für Getränke (z. B. Valser Wasser) für grosse Tonnage sorgen. Die Papierfabrik Landquart entstand 1872 auf halber Strecke zwischen Igis und der Station Landquart. Bereits ab 1920 entsteht ein Ortsteil Landquart um den Bahnhof, nach 1945 wächst dieser Ortsteil mit dem Standort Landquart-Fabriken zusammen, und bis 1970 war der Ortsteil Landquart grösser als der eigentliche Hauptort Igis.
Am 30. Oktober 1975 stiess ein Schlafwagenzug, mit dem die SBB zwischen Chur und Landquart Bremsversuchsfahrten für die Deutsche Bundesbahn (DB) unternahm, mit einem aus Tankwagen bestehenden Güterzug zusammen. Der Unfall forderte ein Menschenleben. Wegen eines Missverständnisses wurde das Einfahrsignal für den Versuchszug auf Rot gestellt, obwohl die Bremskraft für einen Halt nicht ausreichte. Die erst zwei Jahre alte Lokomotive Re 4/4 II 11282 des Versuchszugs brannte aus und musste abgebrochen werden.
Mit der Eröffnung der Vereinalinie 1999 durch die RhB wurde der Bahnhof noch wichtiger. Denn ab diesem Zeitpunkt führte der schnellste Weg vom Unterland ins Engadin über Landquart und nicht mehr über Chur. Mit Umsetzung des Konzepts Bahn 2000 wurde die Verknüpfung von SBB und RhB nochmals verbessert.

## Gebäude

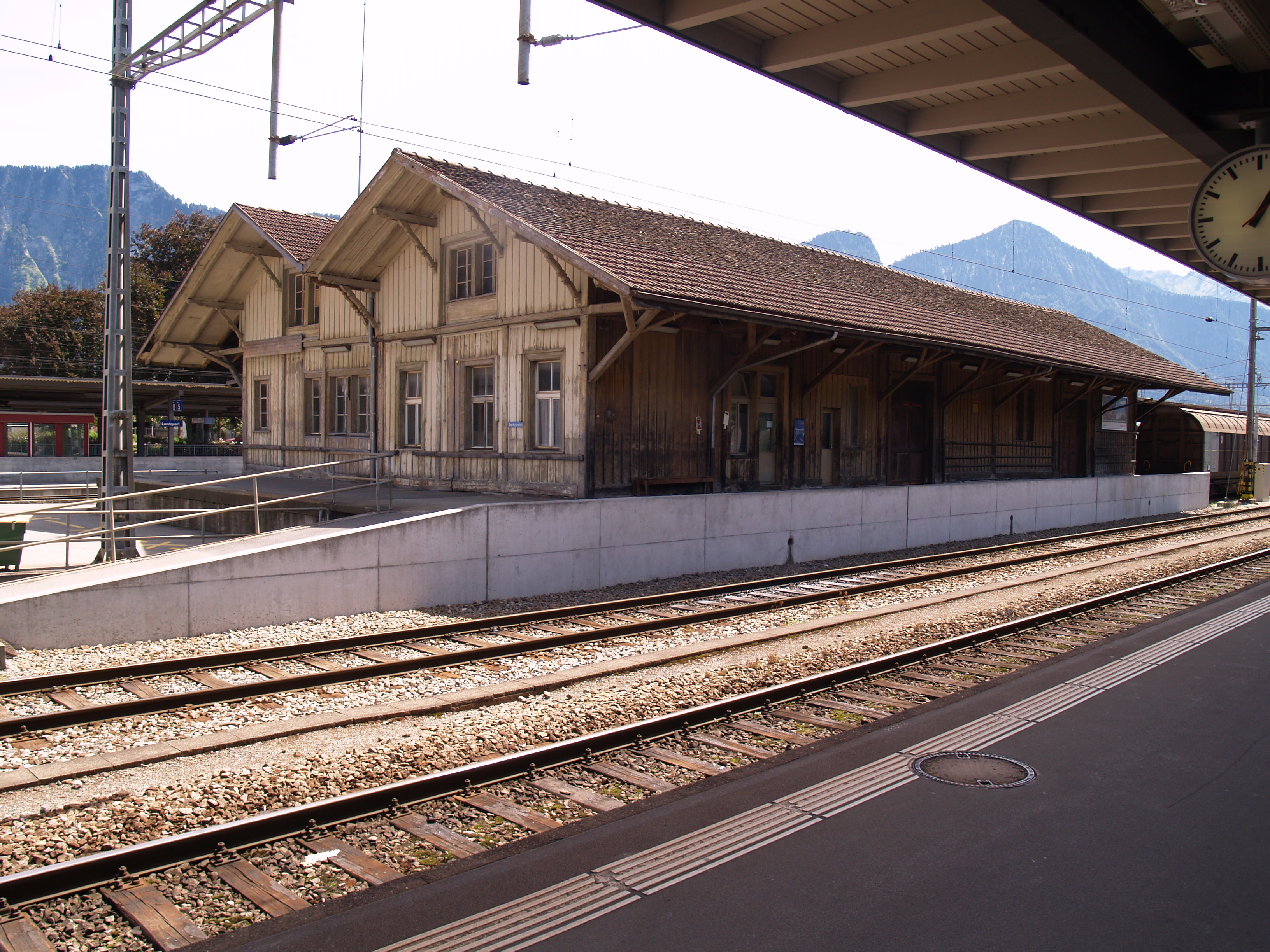
Der Güterschuppen des Bahnhofs Landquart, südlich ist ihm eine gedeckte Umladerampe angebaut

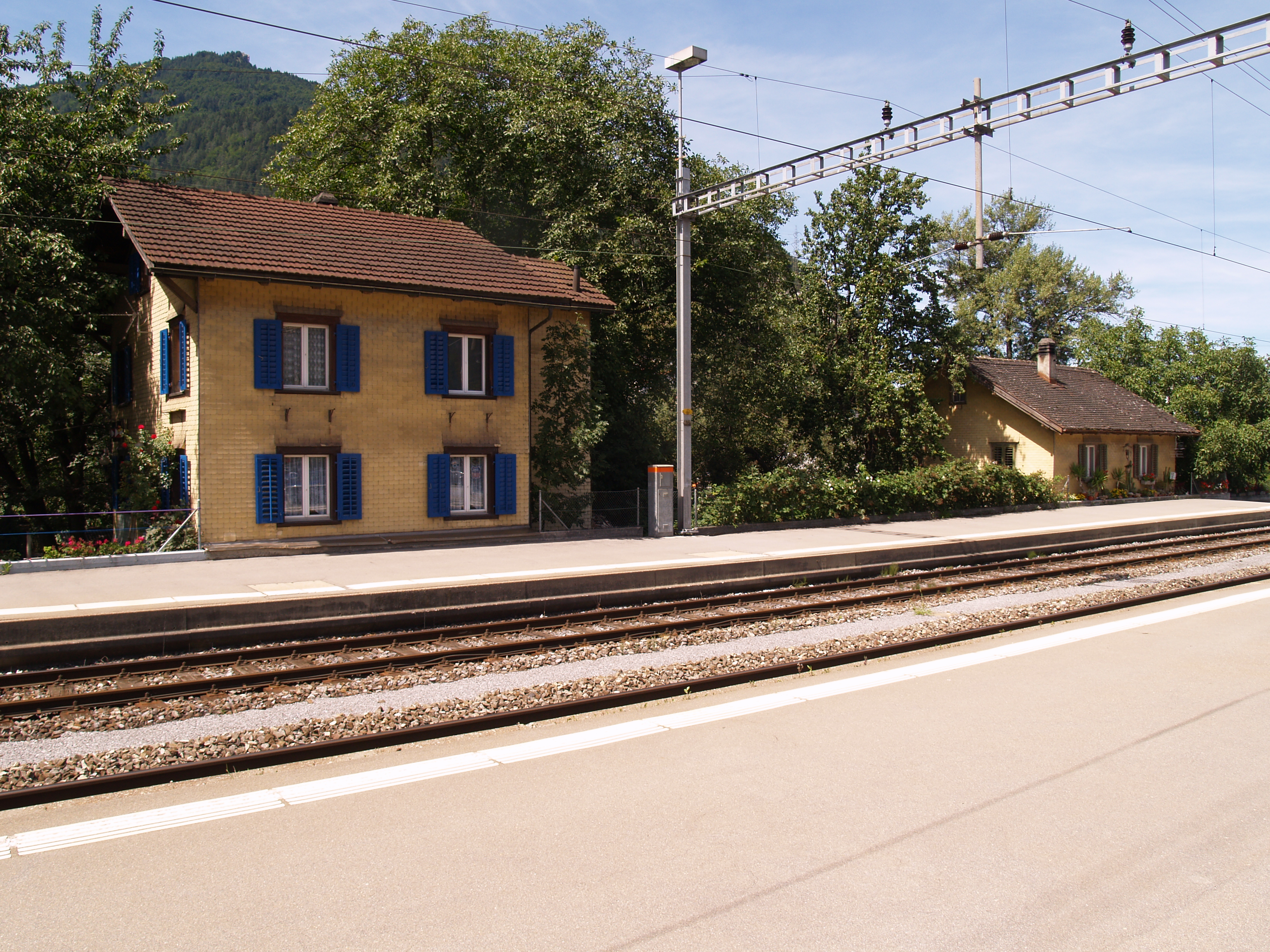
Die beiden ehemaligen Bahnwärterhäuser

Anfänglich wurde nur ein provisorisches Bahnhofsgebäude erbaut. Die Pläne des Provisoriums stammen von J. J. Breitinger. Das endgültige Bahnhofsgebäude konnte 1867 bezogen werden. Auch dieses wurde nach den Entwürfen von J. J. Breitinger erbaut, die im September 1857 von der Direktion abgesegnet wurden. Die Bauleitung hatte der Baumeister Hatz aus Chur, der mit dem Bau im Juni 1867 begann und ihn noch im selben Jahr beendete. Südlich des Bahnhofgebäudes steht der grosse Güterschuppen. Das Verkaufslokal im Bahnhofgebäude würde mit dem Neubau auf der anderen Seite der RhB-Gleise aufgehoben.
Anlässlich des Bahnhofsumbaus für die Bahn 2000 wurde auf der Ostseite der RhB-Gleise ein neues dreigeschossiges Bahnhofsgebäude erbaut. Zugleich wurde der Bahnhofsplatz neu gestaltet. Im Erdgeschoss ist seit 2024 der RhB-Billetverkauf mit Reisebüro (vorher SBB) sowie Kiosk und Bistro untergebracht. In den beiden Obergeschossen sind die Betriebsleitzentrale der RhB und Büroräume eingerichtet.
Östlich der SBB-Gleise, unmittelbar bei der Brücke über die Landquart, standen zwei ehemalige Bahnwärterhäuser. Der grosse Güterschuppen mit seiner südlich angebauten gedeckten Umladerampe lässt die Bedeutung des Bahnhofes als Umschlagbahnhof zwischen SBB und RhB erahnen. Der Güterschuppen wurde abgebaut und in Trin bei der Station eingelagert.
Das Güterumschlagszentrum (GUZ) der RhB für den kombinierten Verkehr verfügt über 940 m Dreischienengleise.

## Lage
Der Personenbahnhof besteht aus zwei Teilen. Westlich des alten Bahnhofgebäudes liegen auf der Rheinseite die Bahnsteige der SBB, auf der Ostseite die Bahnsteige der RhB. Im Osten liegen das neue Empfangsgebäude von 2008 und eine Siedlung, im Westen seit 2009 ein Outlet-Shoppingcenter und der Autobahnanschluss.
In nördlicher Richtung wird die Ausdehnung des Bahnhofes durch den Fluss Landquart begrenzt. An dessen Ufer liegt der Parkplatz, der sich an das alte Bahnhofgebäude anschliesst. In südlicher Richtung dehnen sich das grosse Gleisfeld der Gütergleise, die Umschlaganlage und die Abstellgleise der RhB aus.

## Publikumsanlage

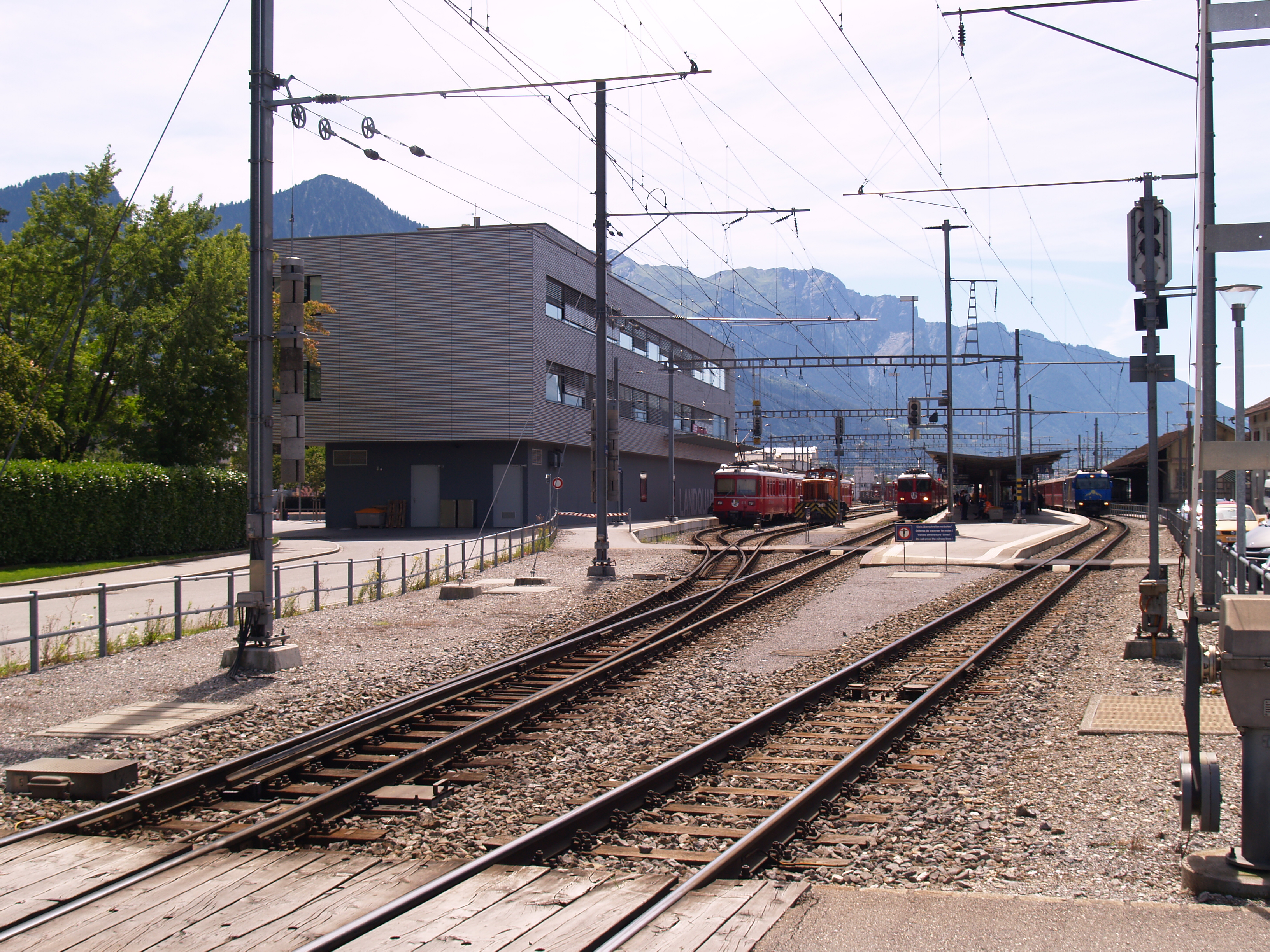
Sicht von Norden auf die RhB-Gleise und Publikumsanlage (2008)

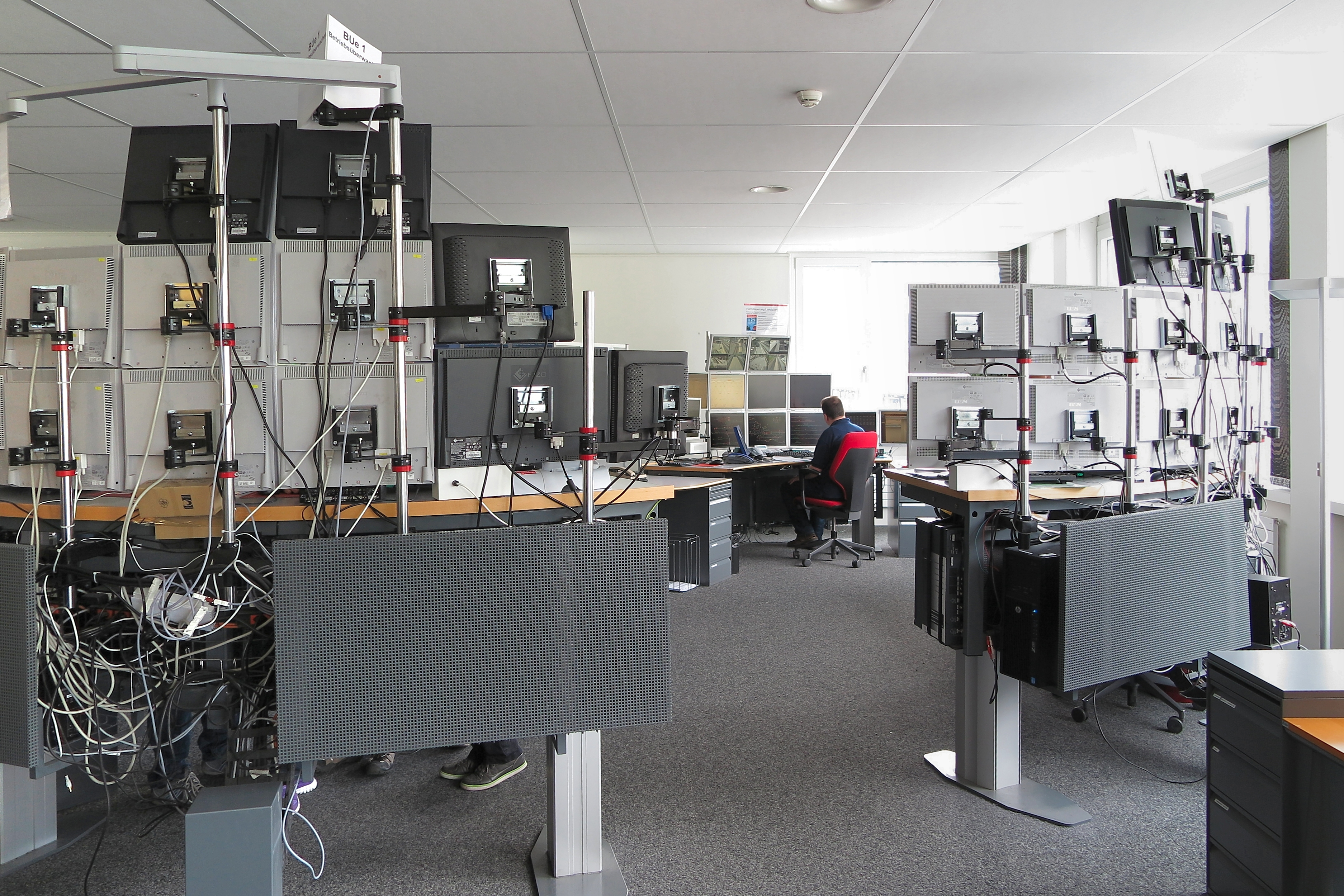
RhB Rail Control Center im Bahnhof Landquart (2014)

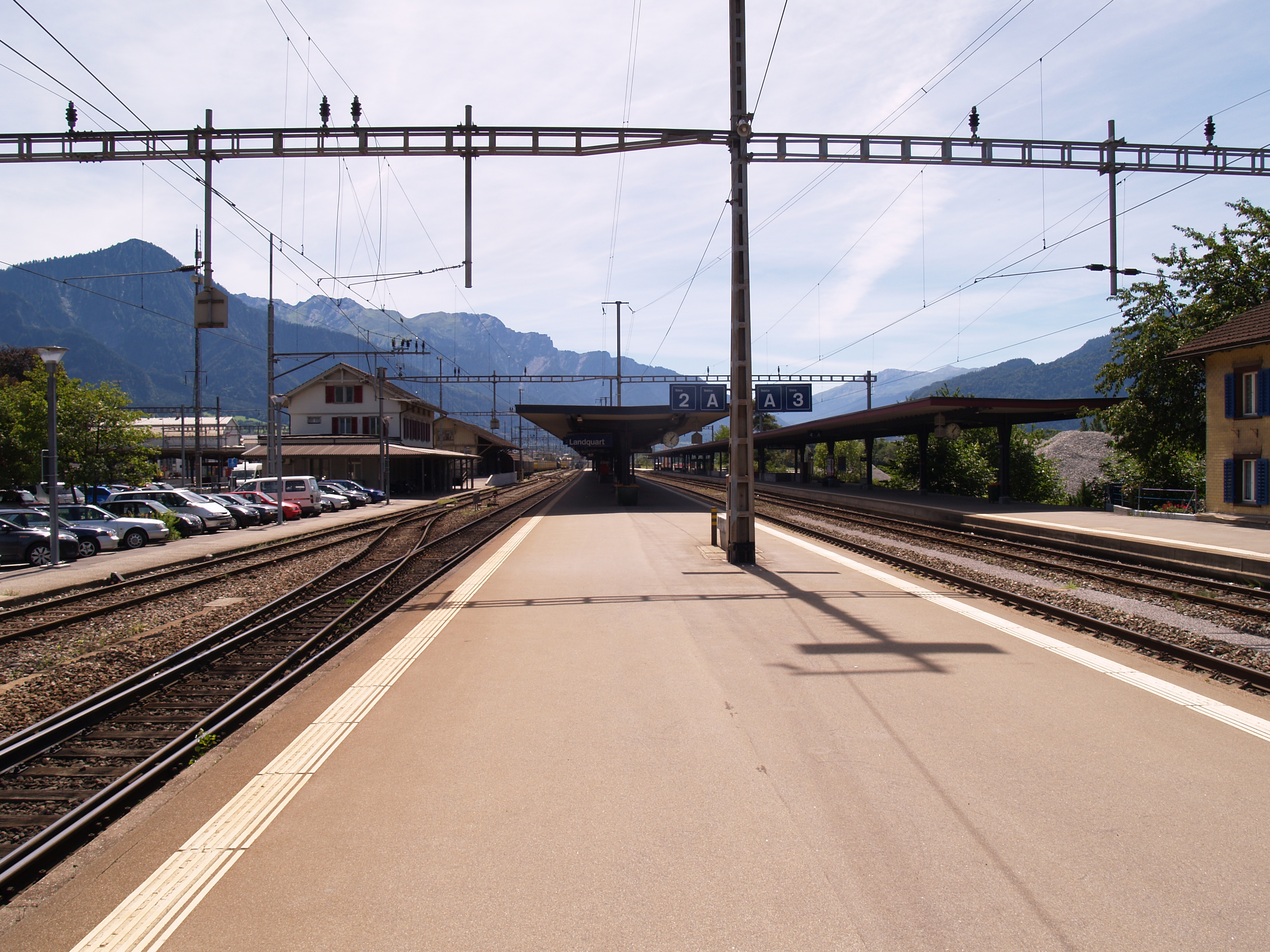
Sicht von Norden auf die SBB-Gleis- und Publikumsanlage (2008)

Die heutige Publikumsanlage der SBB besteht aus einem Mittelbahnsteig und einem Aussenbahnsteig. Der Aussenbahnsteig liegt aber auf der vom Bahnhofsgebäude abgewandten Seite des Gleises 4, während der Mittelbahnsteig die Gleise 2 und 3 erschliesst. Das Gleis 1 ist das Durchfahrtsgleis und Bereitstellungsgleis für die Güterzüge.
Die Bahnsteige sind mit zwei Unterführungen mit dem Bahnhofsgebäude und direkt mit den Bahnsteigen der RhB verbunden. Die alte Unterführung beim Bahnhofsgebäude führt bis zur Bahnhofstrasse – also unter allen Gleisen hindurch –, während die 2005 fertiggestellte südliche Unterführung nur die beiden Mittelbahnsteige der RhB und SBB und den Seitenbahnsteig der SBB erschliesst.
Die Bahnanlage der RhB besteht auch aus einem langen Mittelbahnsteig und einem kurzen Seitenbahnsteig. Der Mittelbahnsteig erschliesst die Gleise 5 und 6. Hier verkehren die RE-Züge, die nach Chur und Klosters/Davos und über die Vereinalinie ins Engadin fahren. Am kurzen Seitenbahnsteig, der das Gleis 8 erschliesst, halten die S-Bahn-Züge Thusis–(Rhäzüns–)Chur–Schiers. Das dazwischen liegende Gleis 7 dient als Durchfahrgleis für Güter- und Dienstzüge und wird auch zur Erschliessung der Hauptwerkstätte benötigt.
Im Bahnhofgebäude ist seit 2024 die Verkaufsstelle der RhB untergebracht.

## Fahrplanmässige Züge
Im Bahnhof halten alle fahrplanmässigen Züge. Dies sind:
- SBB, SOB und Thurbo
  -  Genève-Aéroport – Lausanne – Bern – Zürich HB – Chur verkehrt nur zweimal täglich am Wochenende
  - 3 Basel SBB – Zürich HB – Chur   BZ FS RZ, ( oder )
  - 13 Zürich HB/St. Gallen – Sargans/Chur teilweise , teilweise  FS  (Alpenrhein-Express)
  - 35 Bern – Burgdorf – Olten – Zürich HB – Chur  FS  (Aare Linth)
  -  Chur – Zürich HB – Basel SBB – Frankfurt – Hamburg-Altona/Kiel  
  - S 12 Sargans – Chur (Thurbo) (alle 30 Minuten)
- RhB
  - RE 13 Landquart – Schiers – Klosters (Flügelung) – Davos / St. Moritz 
  - RE 24 Landquart – Schiers – Klosters (Flügelung) – Davos / Scuol-Tarasp 
  - S 1 Thusis – Rhäzüns – Reichenau/Tamins –  Chur – Landquart – Schiers 
  - S 2 Rhäzüns – Reichenau/Tamins –  Chur – Landquart – Schiers

Daneben verkehren vor allem in der Wintersaison zusätzliche Züge, die als planmässige Züge oder als Extrazüge unterwegs sind und nur an bestimmten Tagen verkehren. Selbst diese Extrazüge halten in der Regel in Landquart.
So verkehrte in der Saison 2008 zwischen 15. Dezember 2007 und 29. März 2008 an Samstagen ein TGV POS aus Paris über Zürich nach Chur und zurück.
In der Saison 2002 verkehrte zwischen 15. Dezember 2001 und 13. April 2002 an Samstagen ein ICE 1 von Stuttgart über Zürich-Altstetten (Spitzkehre) nach Chur. Der Nachtzug Chur–Paris wurde als letzter fahrplanmässiger Nachtzug von Chur aus im Dezember 2007 eingestellt.

## Erwähnung in der Literatur
Der Bahnhof wurde in Thomas Manns Zauberberg erwähnt. Des Weiteren spielt er in Max Frischs Stiller über mehrere Seiten lang eine Rolle.